# Thiruvalam
Thiruvalam (o Tiruvalam) è una suddivisione dell'India, classificata come town panchayat, di 7.945 abitanti, situata nel distretto di Vellore, nello stato federato del Tamil Nadu. In base al numero di abitanti la città rientra nella classe V (da 5.000 a 9.999 persone).

## Geografia fisica
La città è situata a 12° 58' 21 N e 79° 11' 54 E.

## Società

### Evoluzione demografica
Al censimento del 2001 la popolazione di Thiruvalam assommava a 7.945 persone, delle quali 3.961 maschi e 3.984 femmine. I bambini di età inferiore o uguale ai sei anni assommavano a 850, dei quali 468 maschi e 382 femmine. Infine, coloro che erano in grado di saper almeno leggere e scrivere erano 5.724, dei quali 3.119 maschi e 2.605 femmine.